# Echallens
Echallens és un municipi de Suïssa del cantó de Vaud, és el cap del districte del Gros-de-Vaud.